# مغامرة ألتو
مغامرة ألتو (بالإنجليزية: Alto's Adventure) لعبة فيديو تزلج على الثلوج من تطوير شركة سنومان. تتحرك شخصية اللاعب في اللعبة بشكل تلقائي باتجاه يمين الشاشة عابرةً مناظرَ طبيعية مولَّدَة إجرائيًا. ينْقُرُ اللاعب الشاشة للقفز وتأدية الحركات ويعمل على تحقيق أهداف وأرقام قياسية. طور اللعبة فريقُ تطويرٍ مستقل متألف من ثلاثة أشخاص مقرُّه في تورونتو في كندا. وقد كان الفريق يعمل على تطبيقات إنتاجية قبل تطويره لمغامرة ألتو. تحاكي اللعبة الأجواءَ الأثيرية التي ترافق التزلج على الثلوج وهي مستوحاة من ألعاب «سكي سافاري» (2012) و«تايني وينغ» (2012) و«جتبك جيوريد» (2011) و«جيرني» (2012) و«مانيومينت فالي» (2014) و«توني هوكس برو سكيتر 2» (2000) و«ويندوسيل» (2009).
صدرت اللعبة في 15 فبراير 2015 لأجهزة آي أو إس. وأعلنت شركة سنومان في سبتمبر من ذات العام أنها سوف تصدر على أجهزة أندرويد وكيندل فاير. صدرت مغامرة ألتو لأجهزة أندرويد في 11 فبراير 2016. وفي 8 يوليو 2016، صدرت اللعبة لمنصة ويندوز.
وفقًا لموقع ميتاكريتيك فإن اللعبة لقيت إشادة كبيرة من جانب النُقَّاد الذي أثنوا على أسلوبها الفني وتصويرها للمناظر الطبيعية وانتقدوا من جانب آخر أسلوب لعبها غير الأصلي. وقيَّم موقع بوكيت جيمر اللعبة بالتقييم الذهبي. وقد صدرت تتمة للعبة في 2018 باسم رحلة ألتو.

## اللعب
مغامرة ألتو هي لعبة منصات عبارة عن تزلج على الثلوج من نوع تحريك جانبي. تتحرك شخصية اللاعب فيها تلقائيًّا من خلال مناظر طبيعية مولَّدَة إجرائيًّا وباتجاه يمين الشاشة. ولا يتحكم اللاعب فيها إلا في القفز. ينقر اللاعب الشاشة مرة واحدة للقفز ويواصل الضغط عليها بينما تحلق شخصيته في الهواء لتأدية الحركات. وبينما تعبر الشخصية المشهد فإنه بإمكان اللاعب تحقيق بعضٍ من أهداف اللعبة الـ180، ولا يتلقى اللاعب منها إلا ثلاثة في آن واحد. تشمل هذه الأهداف قطعَ مسافة معينة وإنقاذَ اللامات الفارَّة وعبورَ الممرات الخطيرة وتحطيم أسطح المنازل في القرى، والتفوقَ على شيوخ الجبل،وبعد انهاء المهمات الثلاثة يرتفع الاعب الى مستوى جديد وبعد كل عشر مستويات يفتتح الاعب شخصية جديدة وصفات تميزها عن التي قبلها من حيث السرعة وغيرها ، وهناك الشخصية الرئيسية alto الى الخمسين يتلقى اللاعب جوائز عند تحقيقه للأهداف وبإمكانه جمع عملات معدنية تُمَكِّنُه من شراء التطويرات. يُؤدي اللاعبون حركات سريعة من أجل كسب النقاط والوصول إلى أرقام قياسية. تتعقب اللعبة أيضًا المسافة المقطوعة من طرف اللاعب ومجموع نقاط الحركات الٳستعراضية. في وقت لاحق داخل اللعبة، يمكن للاعبين استخدام بذلة تغير شكل بعض عناصر اللعبة. وتتغير بيئات مغامرة ألتو مع مرور الوقت خلال دورة اليوم، فتنقص الٳضائة أو تزيد حسب التوقيت، وتتضمن كذالك تأثيرات الطقس المختلفة.
يتزامن تقدم اللاعب بين أجهزة آي باد وآيفون عن طريق حساب الآي كلاود، وتدعم اللعبة لوحات ترتيب المتصدرين للعبة عبر منصة جايم سانتر.

## التطوير والٳصدار
تم ٳنشاء لعبة مغامرات ألترو بالتعاون بين سنومان، وهو استوديو تطوير ألعاب مستقلة مقره في تورنتو بالولايات المتحدة، والفنان والمبرمج الرئيسي هاري نيسبيت، ومقره ديفون بإنجلترا. أعد المطورون اللعبة للتمتع بالتدفق والشعور الجميل بالتزلج على الجليد، بحيث يختفي كل شيء آخر عندما يتناغم اللاعب مع خلفية الجبل المكسو بالثلوج، على عكس ألعاب التزلج على الجليد الأخرى. وسعى استوديو سنومان أيضًا إلى معالجة كيفية تركيز الألعاب الهواتف المحمولة على مشغلات ألعاب الفيديو الأخرى مع عناصر تحكم على الشاشة، والتي شعر المؤسس المشارك ريان كاش أنه لم يتم تصميمها بشكل جيد إلى حد كبير مع وضع النظام الأساسي للجوال في الاعتبار.

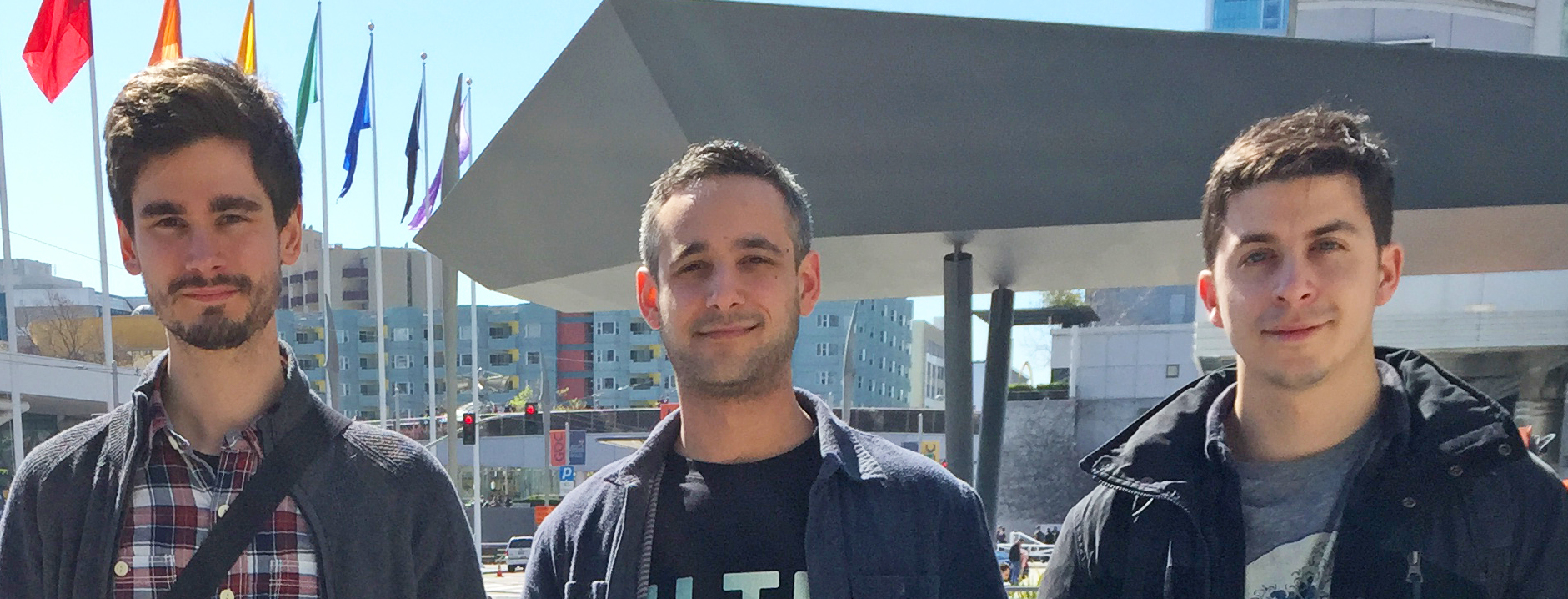
فريق سنومان في مؤتمر مطوري الألعاب

تم استلهام لعبة مغامرات ألترو من ألعاب جيرني (2012) وتوني هوك برو المتزلج 2 (2000) وويندوسيل (2009). أراد مؤسسو استوديو سنومان، وهما ريان كاش وجوردان روزنبرغ، إدخال جوهر ألعاب توني هوك في شبابهم في لعبة مغامرة ألتو، بما في ذلك المرح والأهداف الإيجابية وخدع السهلة التعلم وصعبة الإتقان. لقد تجنبوا الٳستهداف من العدائين الآخرين الذين لا نهاية لهم والتي اعتبروها سلبية أو غير مثيرة للاهتمام أو متكررة. كما هو مستوحى من لعبة مانيومينت فالي (2014)، اختار المطورون فرض رسوم أعلى من المتوسط على اللعبة كمقايضة لعدم تضمين التعويضات مثل الإعلانات داخل اللعبة أو عمليات الشراء داخل التطبيق. وقال استوديو سنومان إن أي محتوى جديد سيكون بمثابة توسع على غرار «شورز المنسي» في مانيومينت فالي. تم إصدار اللعبة رسميا لنظام التشغيل آي أو إس في 19 فبراير 2015.
وصلة=|يسار|تصغير
تم الإعلان عن منفذ لأجهزة الأندرويد وكيندل فاير في سبتمبر سنة 2015. وتم إصدار التطبيق لتلك الأنظمة الأساسية في 11 فبراير سنة 2016. بحيث تعاون استوديو سنومان مع استوديو نودلكيك لإنشاء منفذ الأندرويد. بالإضافة إلى ذلك، وبخلاف إصدار آي أو إس، الذي تم إطلاقه باعتباره تطبيقًا متميزًا، بحيث يتطلب من المستخدم دفع 2.99 دولارًا للتنزيل، فإن إصدار الأندرويد مجاني للتنزيل. في مقابلة مع ذا فيرج، أوضح ريان كاش من سنومان أن قرارهم بجعل ٳصدار اللعبة على الأندرويد مجاني يرجع إلى أن نظامي آي أو إس والأندرويد يعملان على نظام بيئي مختلف تمامًا، ويرجع ذلك أساسًا إلى مشكلات القرصنة الأكبر على تطبيقات الأندرويد. بالإضافة إلى ذلك، قال إن أولئك الذين يستخدمون منفذ الأندرويد سيكون لديهم نفس تجربة أولئك الذين يلعبون اللعبة في آي أو إس.
في 4 أغسطس سنة 2019، أعلن فريق تطوير مغامرات ألترو أن اللعبة، إلى جانب تكملة لعبة أوديسي ألتو، سيتم إصدارها لميكروسوفت ويندوز وبلاي ستيشن 4 وإكس بوكس ون في 13 أغسطس سنة 2020 كجزء من مجموعة ألتو للألعاب. كما تم تأكيد إصدار نينتندو سويتش.

## الأراء والتقييم

أجواء اللعبة التي أعجبت المراجعين

تلقت اللعبة ٳشادة عالمية، وفقًا لمجمع تقييم ألعاب الفيديو ميتاكريتيك. وأشاد المراجعون بأسلوبها الفني وجمالياتها، لكنهم انتقدوا طريقة لعبها باعتبارها غير أصلية. وقد منحت بوكيت جيم اللعبة جائزتها الذهبية.
ذكر أندرو ويبستر من ذا فيرج أن اللعبة كانت تجربة مريحة للغاية، وكتب أن لعبة الآيباد الرائعة هذه كانت بالفعل واحدة من الألعاب المفضلة له على الهاتف المحمول، وتميزت عن الآخرين بأسلوبها ومنظرها الجبلي الطبيعي الجميل. ووجد ويبستر أن مغامرات ألترو هي لعبة فنية ممتعة، وقارنها بمزيج من لعبة سوبر برودر: السيف والشجاعة (2011) وتيني وينغز (2011). شبّه جاريد نيلسون من توش أركيد أسلوب اللعبة الفني بلعبة جيرني وطريقة لعبها بلعبة سكاي سفاري. وعلى الرغم من أنه لم يجد اللعبة صعبة، إلا أنه استمتع بالمرئيات المذهلة، والتي ساهمت فيها أطنان من التفاصيل الدقيقة، مثل الرسوم المتحركة للشخصية والتغيرات في الإضاءة والطقس. وصف نيلسون أيضًا انطباعات قراء توش أركيد بأنها إيجابية للغاية.

## وصلات خارجية
- الموقع الرسمي